# 西南武庙
西南武庙位于中国广东省佛山市三水区西南镇岭海路，建于清代，1994年5月30日公布为三水市文物保护单位，2006年10月25日列入第四批佛山市文物保护单位。